# Escuaín
Escuaín es una localidad perteneciente al municipio de Puértolas, en la provincia de Huesca, comunidad autónoma de Aragón, España. En 2020 contaba con 3 habitantes.

## Geografía

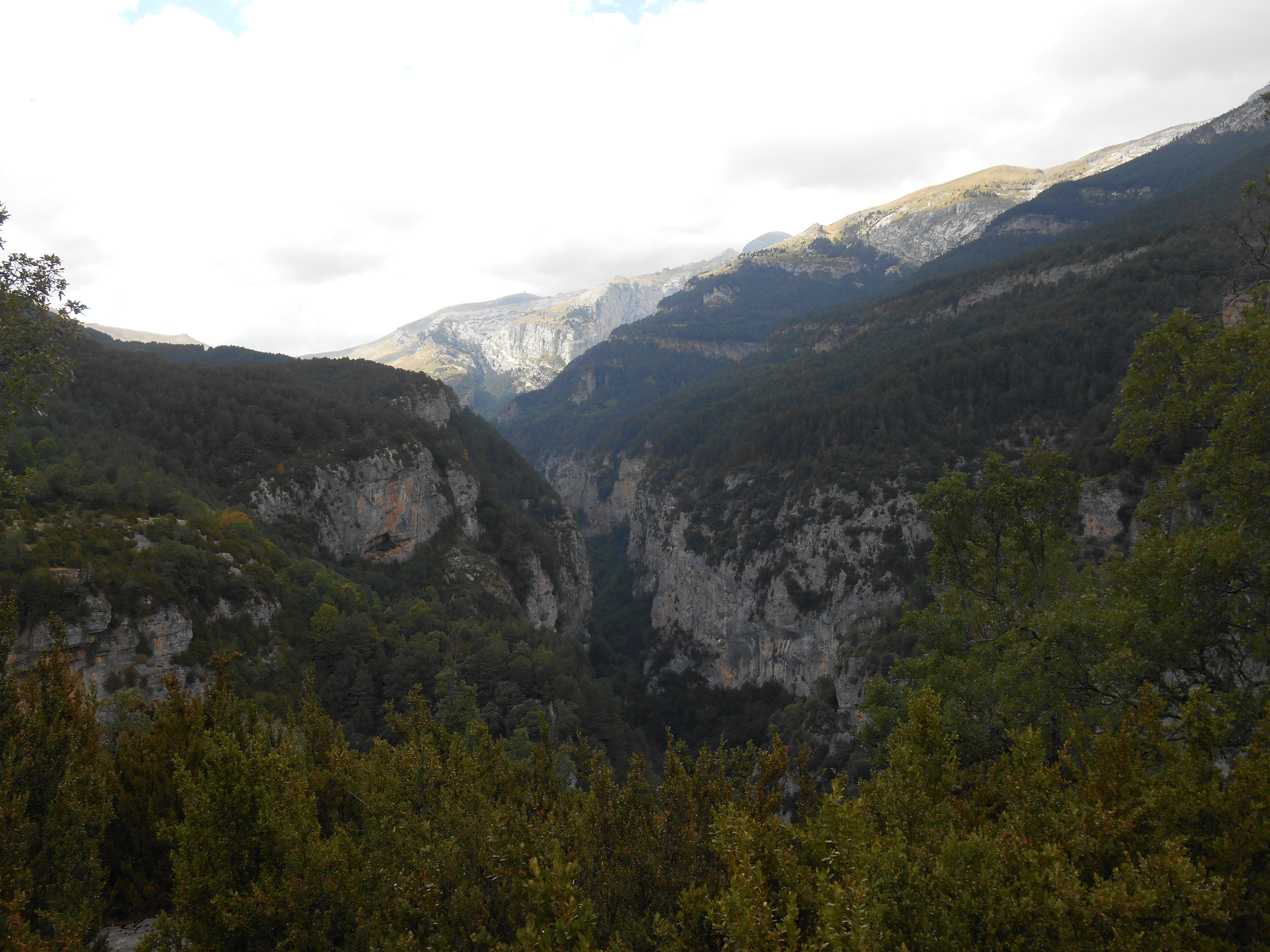
Gargantas de Escuaín

Escuaín se encuentra sobre un llano, junto al pueblo se encuentran unas gargantas excavadas durante siglos por el río Yaga. Estas gargantas son uno de los cuatro sectores del parque nacional de Ordesa y Monte Perdido.

### Urbanismo
Escuaín presenta un paisaje diseminado, casas de mampostería, algunas de ellas con dinteles y ventanas con fechas de entre 1650 y 1686.

## Lugares de interés
- Iglesia de San Pedro, siglo XVI.[2]
- Gargantas de Escuaín.[3]